# 러레이도 벅스
| 러레이도 벅스           |                                                             |
| 콘퍼런스                | 서던 콘퍼런스 (2007년~2010년) 베리 콘퍼런스 (2010년~2012년) |
| 디비전                  | 사우스이스트 디비전 (2002년~2007년)                         |
| 설립연도                | 2002년                                                      |
| 해체연도                | 2014년                                                      |
| 역사                    | 러레이도 벅스 (2002년~2012년) 세인트찰즈 칠 (2013년~2014년) |
| 경기장                  | 러레이도 에너지 아레나                                      |
| 연고지                  | 텍사스주 러레이도                                           |
| 상징색                  | 남색, 금                                                    |
| 정규시즌 우승           | 1 (2004)                                                    |
| 콘퍼런스 우승           | 1 (2008)                                                    |
| 디비전 우승             | 3 (2005, 2006, 2007)                                        |
| 레이 미론 프레지던트 컵 | 2 (2004, 2006)                                              |
| 영구 결번               | -                                                           |

러레이도 벅스(Laredo Bucks)는 미국 텍사스주 러레이도를 연고지로 하는 2002년부터 2012년까지 CHL 소속 아이스 하키팀이 있었다.
2013년 연고지를 미주리주, 세인트찰즈 (세인트찰즈 칠)로 이전했다.

## 역대 홈경기장
| 경기장                 | 사용기간      | 수용인원 | 장소              | 비고 |
| ---------------------- | ------------- | -------- | ----------------- | ---- |
| 러레이도 벅스          |               |          |                   |      |
| 러레이도 에너지 아레나 | 2002년~2012년 | 8,065명  | 텍사스주 러레이도 | 빈칸 |